# Josip Filipović
Josip barun Filipović Filipsberški (njemački: Joseph Freiherr Philippovich von Philippsberg), (Gospić, 28. travnja 1819. – Prag, 6. kolovoza 1889.), hrvatski plemić i austrijski general, jedan od najvećih hrvatskih vojskovođa.
Stariji brat hrvatskog generala Franje.

## Životopis
Josip Filipović, jedan od najvećih hrvatskih vojskovođa uopće, podrijetlom je iz ličke plemićke obitelji Filipović. Pridjevak "von Philippsberg" dobio je prema Filipovcu.
Od samog je početka svog vojničkog života sudjelovao u svim ratovima na tadašnjem području hrvatskog i austrijskog teritorija. Tako je kao zamjenik glavara glavnog stožernog odjela hrvatske vojske god. 1848. i 1849. ratovao u bitkama za Beč, kod Schwechata, Parendorfa, Altenburga i Moora. Josip Filipović se je osobito proslavio u bici kod Solferina i u austrijsko-pruskom ratu, u kojem je austrijska vojska izgubila, ali su zato hrvatske pukovnije pod njegovim vodstvom razbile talijansku i prusku vojsku na svom dijelu bojišta.
Jedno vrijeme Filipović je bio zapovjednik divizije u carskom Beču, a nedugo zatim promaknut je u general pukovnika austrijske vojske i imenovan vojnim zapovjednikom Češke sa sjedištem u Pragu. God. 1878. kad je na prijedlog Engleske Austro-Ugarska Monarhija dobila međunarodni mandat da riješi "veliku istočnu krizu" tako da za zaposjedne Bosnu i Hercegovinu, Filipović je kao jedan od najistaknutijih austrijskih vojskovođa preuzeo zapovjedništvo, prvo 13. vojnog zbora, a potom i 2. armije s kojom je uspješno ostvario zadaću. U ratnoj operaciji sudjelovale su i sve hrvatske pješačke pukovnije koje su uspješno obavile najteži dio rata. Vojskovođa Filipović je tako ušao u Bosnu preko Save kod Broda, te je brzom i vještom akcijom zauzeo Sarajevo 19. kolovoza god. 1878. Od 1882. do smrti bio je vojni zapovjednik grada Praga, u kojem je umro i pokopan.
Za svoje zasluge odlikovan je na 170. promociji, održanoj 2. svibnja 1879. godine, Zapovjedničkim križem Vojnog reda Marije Terezije. 
Dugo vremena nije bilo poznato gdje se nalazi Filipovićev grob. Tek 2012. udruga Hrvatsko-češko društvo iz Zagreba pronašla je njegov grob na praškom groblju Olšany i pokrenula akciju za obnovu groba.

## Vanjske poveznice
- Kratka video-biografija baruna Josipa Filipovića[neaktivna poveznica]
- Josip Filipović Filipsberški – član ličke obitelji Filipović  Arhivirana inačica izvorne stranice od 16. veljače 2015. (Wayback Machine)
- Odlikovanje Vojnim redom Marije Terezije  Arhivirana inačica izvorne stranice od 16. veljače 2015. (Wayback Machine)